# Adolf Overweg

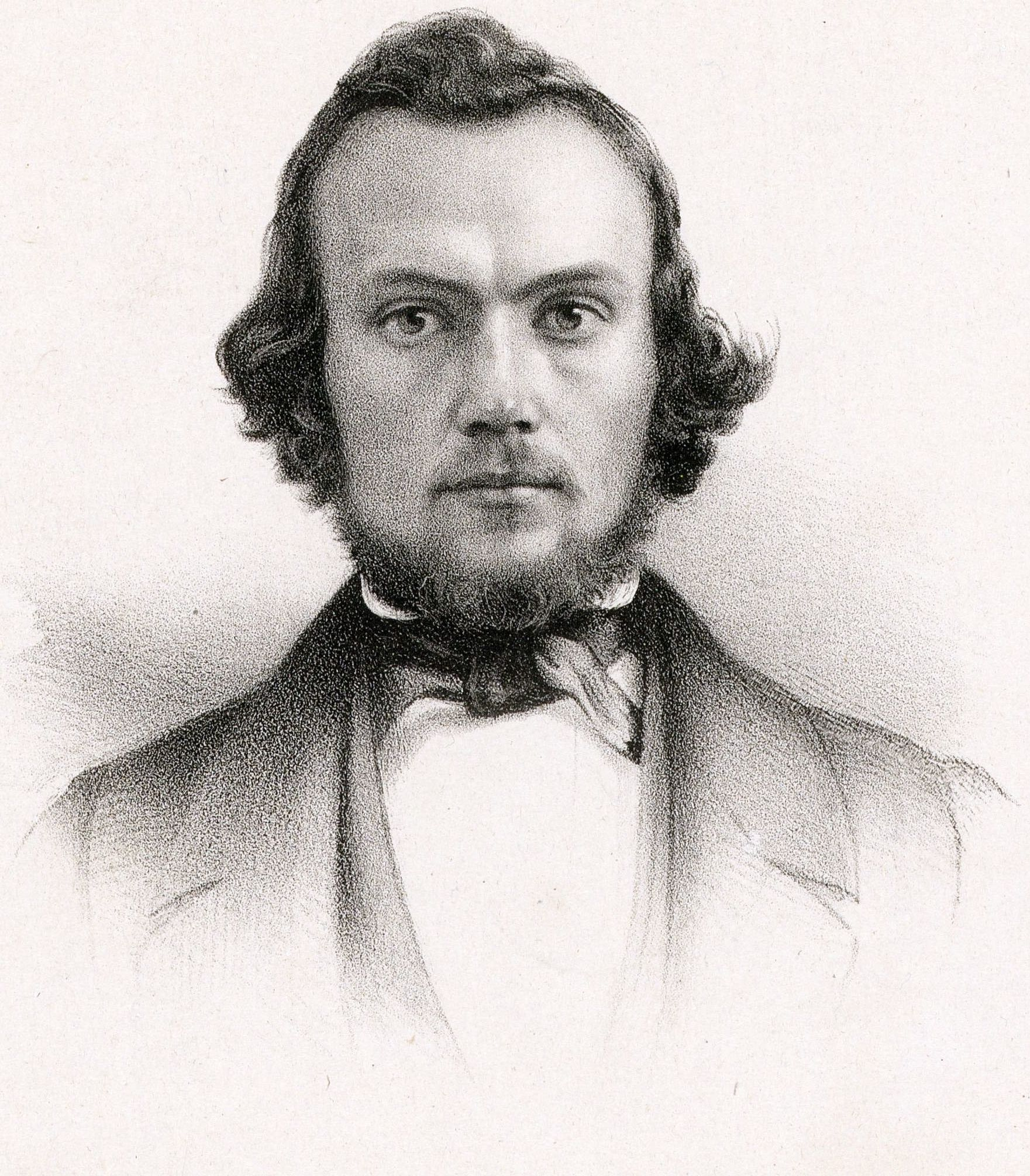
Adolf Overweg

Adolf Overweg (* 24. Juli 1822 in Hamburg; † 27. September 1852 in Maduaria am Tschadsee) war ein deutscher Astronom, Geologe und Afrikaforscher. Zusammen mit Heinrich Barth und unter Leitung des Engländers James Richardson brach er zu einer Durchquerung der Sahara von Tripolis aus auf.

## Leben
Nach dem Schulbesuch in Hamburg studierte Overweg in Bonn und Berlin Geologie und Astronomie. Er wurde 1844 Mitglied der Burschenschaft Fridericia Bonn. 1847 promovierte er mit einer geologischen Arbeit. Durch Vermittlung seines Lehrers eröffnete sich ihm die Möglichkeit, an einer durch die britische Regierung geplanten Expedition in das innere Afrika teilzunehmen.
Overweg war in Bonn als Turnwart aktiv. Seit dem 4. Oktober 1837 war er Mitglied der Hamburger Turnerschaft von 1816, in der auch Barth Mitglied war, und dort Vorturner. Am 3. Januar 1846 beschloss der dortige Turnrat, ihm eine Vollmacht zu erstellen, um die Turnerschaft bei den süddeutschen Turnerfesten repräsentieren zu dürfen. Ein für solche Zwecke benötigtes Siegel wurde daraufhin von der Turnerschaft erstmals beschafft.
Am 18. Januar 1850 trifft Overweg in Tripolis ein. Weil sich der Beginn der Expedition noch verzögert, bricht er zunächst mit Heinrich Barth zu einer Kurzexpedition in die bis dahin weder topographisch noch geologisch erforschten Garianberge in der Sahara auf. Die dabei von Overweg erzielten Erkenntnisse zur Geologie der Sahara sind hauptsächlich in Heinrich Barths Briefen mitgeteilt. Nach der Rückkehr der beiden Forscher bricht die britische Expedition schließlich am 24. März 1850 Richtung Süden auf. Die Route der gut ausgerüsteten Expedition führt zunächst über Murzuk und Ghat über das wüstenartige Hochplateau Tassili n'Ajjer ins Gebirge Aïr und schließlich in die Landschaft Damergou. Die beschwerliche Reise wird durch zahlreiche Überfälle überschattet. Auch die von Richardson mitgeführten Karten der Gebiete erweisen sich als fehlerhaft und letztlich unbrauchbar. Overweg bestimmt daraufhin unter Einbeziehung seiner astronomischen Kenntnisse die Längen- und Breitengrade von Orten und Orientierungspunkten und ermöglicht so die Zeichnung neuer, präziser Karten. Während der Reise kommt es wiederholt zu Meinungsverschiedenheiten zwischen Richardson und Barth. Schließlich trennen sich die Expeditionsteilnehmer im Januar 1851 in Taghelel. Ein Wiedertreffen in Kuka wird verabredet. Adolf Overweg reist über Zinder, Mariadi und Gober nach Kuka, wo er Anfang Mai fieberkrank eintrifft. Dort berichtet ihm Heinrich Barth vom Tod James Richardsons. Overweg, der vermutlich an Malaria erkrankt ist, benötigt eine Ruhepause. Daher reist Barth allein weiter. Nach seiner Genesung erforscht Adolf Overweg mit einem mitgebrachten Boot den Tschadsee und die Seeinseln. In den folgenden Monaten bricht er immer wieder sowohl allein, als auch mit Barth zusammen zur intensiven Erforschung der Umgebung des Tschadsees auf. Diese Reisen werden jedoch immer wieder von Fieberanfällen unterbrochen. Ein letzter, sechstägiger Fieberanfall führt schließlich am 27. September 1852 zum Tode von Adolf Overweg.
Neben den bereits erwähnten topographischen Bestimmungen befasste sich Overweg während der gesamten Expedition besonders mit den astronomischen, meteorologischen, hypsometrischen und geologischen Beobachtungen. Diese notierte er im Laufe der Reise mit Bleistift auf einzelne Zettel. Barth erhielt diese Zettel nach dem Tode des Geologen mit dessen Nachlass ausgehändigt. Allerdings waren diese Notizen wegen der unleserlichen Schrift nicht mehr verwertbar. Daher gibt es von Overweg im Gegensatz zu Richardson und Barth keinen Bericht über die Afrikaexpedition.